# Kara Kohler
Kara Kohler, född den 20 januari 1991 i Walnut Creek, Kalifornien, är en amerikansk roddare.
Kohler tog OS-brons i scullerfyra i samband med de olympiska roddtävlingarna 2012 i London. Vid olympiska sommarspelen 2020 i Tokyo slutade Kohler på tredje plats i B-finalen i singelsculler, vilket var totalt nionde plats i tävlingen.